# Norton (Durham)
Norton – wieś w Anglii, w hrabstwie ceremonialnym Durham, w dystrykcie (unitary authority) Stockton-on-Tees. Leży 27 km na południowy wschód od miasta Durham i 352 km na północ od Londynu.